# Droga wojewódzka 373
Die Droga wojewódzka 373 (DW 373) ist eine einen Kilometer lange Droga wojewódzka (Woiwodschaftsstraße) in der polnischen Woiwodschaft Niederschlesien, die Spalice mit der Droga ekspresowa S8 mit  verbindet. Die Strecke liegt im Powiat Oleśnicki.